# 2018-as Milánó–Sanremo-kerékpárverseny
A 2018-as Milánó–Sanremo volt a verseny 109. kiírása, illetve a 2018-as UCI World Tour nyolcadik versenye. Az egynapos versenyt március 17-én rendezték 25 csapat részvételével.
A győztes Vincenzo Nibali lett, aki a Poggio-n támadott és tudott ellépni a mezőnytől, majd ért haza csupán pár méterrel a mezőny előtt. A mögötte lezajló sprintet Caleb Ewan nyerte meg Arnaud Démare előtt. 

## Részt vevő csapatok

### World Tour csapatok
A versenyen az összes World Tour csapat elindult.
| - AG2R La Mondiale - Astana - Bahrain–Merida - BMC Racing Team - Bora–Hansgrohe - EF Education First–Drapac p/b Cannondale |  | - FDJ - Katyusa–Alpecin - Lotto Soudal - Mitchelton–Scott - Movistar Team - Quick Step Floors |  | - Team Dimension Data - Team Lotto NL–Jumbo - Team Sky - Team Sunweb - Trek–Segafredo - UAE Team Emirates |

### Pro-kontinentális csapatok
| - Bardiani–CSF - Cofidis - Gazprom–RusVelo |  | - Israel Cycling Academy - Nippo–Vini Fantini |  | - Team Novo Nordisk - Wilier Triestina–Selle Italia |

## Végeredmény
| Helyezés | Versenyző           | Csapat            | Idő           |
| -------- | ------------------- | ----------------- | ------------- |
| 1.       | Vincenzo Nibali     | Bahrain–Merida    | 7h 18' 43"    |
| 2.       | Caleb Ewan          | Mitchelton–Scott  | azonos idővel |
| 3.       | Arnaud Démare       | Groupama–FDJ      | azonos idővel |
| 4.       | Alexander Kristoff  | UAE Team Emirates | azonos idővel |
| 5.       | Jürgen Roelands     | BMC Racing Team   | azonos idővel |
| 6.       | Peter Sagan         | Bora–Hansgrohe    | azonos idővel |
| 7.       | Michael Matthews    | Team Sunweb       | azonos idővel |
| 8.       | Magnus Cort Nielsen | Astana            | azonos idővel |
| 9.       | Sonny Colbrelli     | Bahrain–Merida    | azonos idővel |
| 10.      | Jasper Stuyven      | Trek–Segafredo    | azonos idővel |